# العلاقات السريلانكية الكوبية
العلاقات السريلانكية الكوبية هي العلاقات الثنائية التي تجمع بين سريلانكا وكوبا.

## مقارنة بين البلدين
هذه مقارنة عامة ومرجعية للدولتين:
| وجه المقارنة                                              | سريلانكا                         | كوبا                              |
| --------------------------------------------------------- | -------------------------------- | --------------------------------- |
| المساحة (كم2)                                             | 65.61 ألف                        | 109.88 ألف                        |
| عدد السكان (نسمة)                                         | 21.44 مليون                      | 11.48 مليون                       |
| الكثافة السكانية (ن./كم²)                                 | 326.78                           | 104.48                            |
| العاصمة                                                   | سري جاياواردنابورا كوتي، كولمبو  | هافانا                            |
| اللغة الرسمية                                             | اللغة السنهالية، اللغة التاميلية | اللغة الإسبانية                   |
| العملة                                                    | روبية سريلانكي                   | بيزو كوبي، بيزو كوبي قابل للتحويل |
| الناتج المحلي الإجمالي (بليون دولار)                      | 87.17 مليار                      | 87.13 مليار                       |
| الناتج المحلي الإجمالي (تعادل القوة الشرائية) بليون دولار | 246.62 مليار                     |                                   |
| الناتج المحلي الإجمالي الاسمي للفرد دولار أمريكي          | 3.93 ألف                         |                                   |
| الناتج المحلي الإجمالي للفرد دولار أمريكي                 | 11.11 ألف                        |                                   |
| مؤشر التنمية البشرية                                      | 0.757                            | 0.769                             |
| رمز المكالمات الدولي                                      | +94                              | +53                               |
| رمز الإنترنت                                              | .lk،                             | .cu                               |
| المنطقة الزمنية                                           | ت ع م+05:30                      | 00                                |

## منظمات دولية مشتركة
يشترك البلدان في عضوية مجموعة من المنظمات الدولية، منها:
| علم المنظمة | اسم المنظمة                   | تاريخ انضمام سريلانكا | تاريخ انضمام كوبا |
| ----------- | ----------------------------- | --------------------- | ----------------- |
|             | يونسكو                        | 14 نوفمبر 1949        | 29 أغسطس 1947     |
|             | منظمة حظر الأسلحة الكيميائية  | ?                     | ?                 |
|             | منظمة التجارة العالمية        | ?                     | ?                 |
|             | الاتحاد البريدي العالمي       | ?                     | ?                 |
|             | منظمة الشرطة الجنائية الدولية | ?                     | ?                 |
|             | الأمم المتحدة                 | 14 ديسمبر 1955        | 24 أكتوبر 1945    |
|             | الاتحاد الدولي للاتصالات      | 1897                  | 16 يناير 1918     |
|             | المنظمة الهيدروغرافية الدولية | ?                     | ?                 |

## وصلات خارجية
- موقع وزارة الخارجية السريلانكية
- موقع وزارة الخارجية الكوبية